# Dicyphus globulifer
Dicyphus globulifer is een wants uit de familie van de blindwantsen (Miridae). De soort werd het eerst wetenschappelijk beschreven door Carl Fredrik Fallén in 1829.

## Uiterlijk
De langwerpig ovale, grijsbruine wants kan 3,5 tot 4 mm lang worden en is altijd volledig gevleugeld (macropteer). De gele pootjes hebben op de dijen zwarte vlekjes en het schildje (scutellum) is donkerbruin met twee driehoekige lichte vlekken. De antennes zijn zwart met uitzondering van de beide uiteinden van segment 1, die geel van kleur zijn. De kop is zwart, met ter hoogte van de ogen een lichtgele vlek. Dicyphus globulifer lijkt sterk op Dicyphus annulatus; die heeft echter andere kleurringen op de antennes en heeft twee witte vlekken bij de ogen en in het midden bij het halsschild.

## Leefwijze
De wants kent meerdere generaties per jaar en overwintert als volwassen dier. De soort kan derhalve het hele jaar door worden waargenomen op voornamelijk avondkoekoeksbloem (Silene latifolia subsp. alba) en dagkoekoeksbloem (Silene dioica) waar ze jagen op kleine insecten.

## Leefgebied
De soort komt algemeen voor in Nederland langs bosranden en in weilanden waar de waardplant koekoeksbloem groeit. Het verspreidingsgebied strekt zich verder uit van Europa en Azië tot in Siberië.